# Јавно мњење
Јавно мњење, (мнење (екавски); мнијење (ијекавски)), је мишљење о неком значајном друштвеном питању (политичком, економском, правном, спортском и сл) које је раширено тј. доминантно у јавности неке веће социјалне групе у одређеном тренутку.
Јавно мњење чине тренутна уверења, ставови и афективно обојени судови. Оно је врло флуидно, подложно променама, контроли и манипулацијама политичких и економских центара моћи. У формирању јавног мњења посебно важну улогу имају масовни медији.

## Историја
Појава јавног мњења, као значајне снаге у политичком домену, се може датирати крајем 17. века. Међутим, мишљење је сматрано посебно значајним још од много раније. Средњовековна fama publica или vox et fama communis је имала велики правни и социјални значај од 12. и 13. века на овамо. Касније је Вилијам Шекспир назвао јавно мњење "љубавница успеха" и Блез Паскал је сматрао да је "краљица света."
Џон Лок у својој расправи An Essay Concerning Human Understanding, сматра да је човек предмет три закона: божанског права, грађанског права, а што је најважније у Локовом мишљењу, законом мишљења или угледа. Он закон мишљења и угледа сматра од највећег значаја, јер не воље и лоше мишљење присиљавају људе да прилагоде њихово понашање према друштвеним нормама, међутим, није узео у обзир мишљење јавности као погодан утицај на владу.
Вилијам Темпл је у свом есеју из 1672. године, On the Original and Nature of Government дао рану формулацију о важности јавног мњења. Он је приметио да "... када огроман број људи потчине своје животе и судбине апсолутној вољи једног, то ... мора бити сила обичаја, или мишљења ... која излаже моћ власти."
Темпл се не слаже са преовлађујућим мишљењем да је основа владе лежала у друштвеном уговору и мислио је да је влади дозвољено да постоји само због корист јавног мњења.
Предуслови за појављивање јавне сфере су повећавали нивое писмености које је подстакла Реформација, која је охрабрила појединце да читају Библију на народном језику, и брзо ширење штампарских машина. Током 18. века верска литература је замењена световном литературом, романима и памфлетима. Паралелно с тим, повећао се раст читалачких друштава и клубова. На прелазу векова отворена је прва библиотека у Лондону и јавна библиотека је постала широко распрострањена и доступна јавности.

### Кафетерије у Лондону
Епицентар развоја друштва су биле кафетерије које су постале широко распрострањене Европом средином 17. века. Иако је Чарлс II Стјуарт касније покушао да затвори лондонске кафетерије јер је сматрао да је то место окупљања револтираних људи и ширења дезинформација о владању његовог височанства и његових посланика, јавност је наставила ту да се окупља. Неколико деценија након рестаурације, Џон Драјден је окупио ‘’the Wits”(покрет разумних) у Виловој кафетерији (Will's Coffee House) у Раселовој Улици, у округу Ковент Гарден. Кафетерије су биле сјајно место социјалног спознавања, отворене за људе било којег друштвеног статуса и као резултат јављају се једнакост и републиканизам.
Заправо, кафетерије су постале место где су се склапали послови, размењивале новости и читале лондонске новине. Тако је “ Lloyd's of London” настао у једној кафетерији, чији је власник Едвард Лојд, где су се агенти за пловна/превозна осигурања окупили ради склапања посла. До 1739. године у Лондону је постојало 551 кафетерија, сакупљајући одређену клијентелу зависно од окупације или става, као на пример: Торијевци и Виговци, Витси и инвеститори, трговци и адвокати, писци и продавци књига, трендсетери и многи други.. Џозеф Адисон је хтео да се о њему прича како је он обелоданио филозофију из затворених средина попут соба и библиотека у клубове, скупштине, кафиће и кафане. По речима једног француског посетиоца Антоан Франсоа Прево-а, кафетерије су била места где си имао права да читаш све новине које су за или против владе и да су то стецишта енглеске слободе.

### Џентлменски клубови
Џентлменски клубови су се размножили у 18. веку, посебно у Западном делу Лондона. Клубови су у 18. веку преузели улогу кафетерија, да би већ у 19. веку доживеле свој врхунац. Неке од познатијих су: White,  Brooks, Arthur, и Boodle који и дан данас постоји.
Ове друштвене промене, у којима је затворена и углавном неписмена јавност постајала отворена и политизована, бивала је од изузетног политичког значаја у 19. веку док су се масовни медији све више ширили и писменост постајала све већа. С друге стране владе су све више препознавале значај управљања и усмеравања јавног мњења. Овај тренд је приказан у каријери Џорџа Канинга који је рестаурирао своју политичку каријеру из свог аристократског порекла, на једну од јавно сагласних, када је оспорио и освојио парламентарно место у Ливерпулу; граду са растућом и богатом средњом класом, што је приписао растућем утицају "јавног мњења".
Џереми Бентам је био страствени заговорник важности јавног мишљења у обликовању уставног управљања. Сматрао је да је важно да све владине акте и одлуке треба подвргнути инспекцији јавног мњења, јер је то "према погубном вршењу власти једина провера." Он је оценио да јавно мњење има моћ да осигура да ће владари владати за добробит свих, а како би дефинисао теорије јавног мњења, увео је утилитарну филозофију.

## Концепти
Немачки социолог Фердинанд Тенис користећи концептуалне методе његове теорије по имену ‘’Заједница и друштво”(нем. Gemeinschaft and Gesellschaft), тврдио је (1922, "Kritik der öffentlichen Meinung"), да јавно мњење има еквивалентну друштвену функцију у друштвима коју религија има у заједници.
Немачки социјални теоретичар Јирген Хабермас је на расправи о јавном мњењу допринео идејом Јавне сфере. Хабермас је тврдио да је јавна сфера показала универзални приступ, рационалну расправу и занемаривање чина. Међутим, он сматра да ове три карактеристике којима се најбоље формира јавно мњење више не постоје у западним либерално-демократским земљама. Јавно мњење, у западној демократији, веома је подложно елитној манипулацији.
Амерички социолог Херберт Блумер предложио је потпуно другачију концепцију "јавности". Према Блумеру, јавно мњење се разматра као облик колективног понашања (још један специјализовани термин) који се састоји од оних који у било ком тренутку расправљају о датом јавном питању. С обзиром на ову дефиницију, има пуно заједница; свака од њих наступа када се појави питање и престаје да постоји када се питање реши. Блумер тврди да људи учествују у јавности у различитим капацитетима и до различитог степена. Дакле, анкетирање јавног мњења не може измерити јавност. Учествовање образованих особа је важније од учествовања неуких. "Маса", у којој људи самостално доносе одлуке о томе, на пример, који ће бренд зубне пасте купити, представља облик колективног понашања другачијег од јавности.
Јавно мњење игра важну улогу у политичкој сфери. Студије гласачког понашања прекривају све аспекте односа између владе и јавног мњења. Оне су забележиле поделу мишљења о разним питањима, истражиле утицај посебних интересних група на резултате избора и допринеле нашем сазнању о ефектима владине пропаганде и политике.
Савремени, квантитативни приступи истраживању јавног мњења могу се поделити у 4 категорије:
1. Квантитативно мерење поделе мишљења;
2. Истраживање унутрашњих односа међу појединачним ставовима које чине јавно мњење о питању;
3. Опис или анализа јавне улоге јавног мњења;
4. Проучавање комуникационих медија који шире идеје на основу којих се мишљења заснивају, као и употреба коју пропагандисти и други манипулатори имају од ових медија.

Брзо ширење мерења јавног мњења широм света је одраз броја коришћења на које се може свести. Јавно мњење се може тачно добити путем узимања узорака. Приватне фирме и владе користе анкете за информисање о политикама и односима с јавношћу.

## Формирање
Постоје бројне теорије и суштински докази који објашњавају формирање и динамику мишљења појединаца. Већина овог истраживања се бави психолошким истраживањем ставова. У комуникацијским студијама и политичким наукама, масовни медији се често сматрају утицајним снагама на јавно мњење. Поред тога, политичка социјализација и генетика понашања понекад објашњавају јавно мњење.

### Ефекти мас-медија
Формирање јавног мњења почиње постављањем дневног реда од стране главних медија широм света. Овакво постављање дневног реда одређује оно што је вредно објавити и како и када ће бити објављено. Медијску агенду постављају различити новинарски и фактори околине који одређују које ће приче бити вредна да се објави.
Још једна кључна компонента у формирању јавног мњења је формулисање. Формулисање представља приказивање приче или дела вести на одређени начин који има за циљ да утиче на став потрошача на један или други начин . Већина политичких питања је у великој мери уоквирена како би убедили бираче да гласају за одређеног кандидата. На пример, ако је кандидат Х једном гласао на рачун повећања пореза на доходак средњих класа, формулисан наслов би гласио: "Кандидат Х се не брине о средњој класи". Ово ставља кандидата Х у негативан оквир за читаче вести.
Друштвена пожељност је још једна кључна компонента за формирање јавног мњења. Друштвена пожељност је идеја да ће људи уопште формирати своје мишљење на основу онога што вјерују да је превладавајуће мишљење социјалне групе са којом се идентификују. На основу постављања медијских агенди и формулисања медија, најчешће се понавља одређено мишљење на различитим медијским средствима и на друштвеним мрежама, све док не створи лажну визију у којој перципирана истина може бити веома удаљена од стварне истине.
На јавно мњење могу утицати односи са јавношћу и политички медији. Поред тога, мас-медији користе широк спектар техника рекламирања како би пренели поруку и променили мишљења људи. Од 50-их година прошлог века, телевизија је била главни медиј за обликовање јавног мњења.

## Улога утицајних фактора
Постојале су разне академске студије које истражују да ли на јавно мњење утичу "утицајни фактори" или особе које имају значајан ефекат на утицање на мишљење јавности у вези са релевантним питањима. Многе ране студије су моделирале пренос података од извора масовних медија до јавности као "двостепени" процес. У овом процесу, информације из масовних медија и других далекосежних извора информација утичу на утицајне факторе, а они онда утичу на општу јавност насупрот масовним медијима који директно утичу на јавност.
Док је "двостепени" процес у вези са утицајем јавног мњења мотивисао даља истраживања о улози утицајних особа, новија студија Watts и Dodds (2007) сугестира да, док утицај има одређену улогу у утицају на јавно мњење, "не-утицајне "особе које чине широку јавност су једнако вероватне (ако не и више вероватне) да утичу на мишљење, под условом да се шира јавност састоји од особа на које се лако може утицати. Ово се у њиховом раду помиње као "Утицајна хипотеза". Аутори дискутују о таквим резултатима употребом модела за квантификацију броја људи под утицајем опште јавности и утицајних фактора. Модел се може лако прилагодити тако да представља разне начине на које утицајници комуницирају једни са другима, као са широм јавности. У њиховој студији, такав модел се разликује од претходног примера "двостепеног" процеса. Модел Watts и Dodds уводи модел утицаја који наглашава бочне канале утицаја између утицајника и општих јавних категорија. То на тај начин доводи до сложенијег протока утицаја између три стране укључене у утицање на јавно мњење (тј. медији, утицајници и јавност).

## Веза са јавном политиком
Најпространије питање које дели теорије о вези мишљења и политике има упечатљиву сличност са проблемом монизма и плурализма у историји филозофије. Контроверза се бави питањем да ли структура друштвено-политичког дела треба бити посматрана као мање или више централизован процес поступака и одлука класе кључних лидера, представљајући интегрисане хијерархије утицаја у друштву или је то тачније предвиђено као неколико група релативно аутономних мишљења и утицајних група, у интеракцији са представницима доносилаца одлука у званичној структури диференцираног владиног ауторитета. Првобитна претпоставка тумачи индивидуалну, групну и званичну радњу као део јединственог система и смањује политику и владине полисе на дериватив од три основна аналитичка појма: друштво, култура и личност.
Упркос филозофским аргументима у вези са јавним мњењем, социолози (они из социологије, политичких наука, економије и социјалне психологије) представљају убедљиве теорије да би описали како јавно мнење обликује јавну политику и проналазе небројане ефекте мишљења о политици користећи различите емпиријске методе истраживања. Поврх тога, истраживачи сматрају да узрочни односи вероватно могу да се одвијају у оба смера од мишљења до политике и од политике до мишљења. С једне стране, јавно мњење сигнализира јавне преференције и потенцијално понашање гласача према креаторима политика.

## Однос са спољном политиком
Као и са јавном политиком, јавно мњење такође има блиске односе са спољном политиком. Постоји много расправа о томе каква је веза између њих, а проучавање односа спољне политике са јавним мњењем временом је еволуирало, тако што је Алмонд-Липман консензус био један од првих покушаја да се овај однос одреди. Објављен пре Вијетнамског рата, Алмонд и Липман су тврдили да јавно мњење о спољној политици није структурисано, неповезано и веома нестабилно и да јавно мњење не би требало да утиче на спољну политику. Новије студије су прекориле Алмонд-Липман консензус, показујући како су мишљења људи углавном стабилна и да док појединци можда нису довољно информисани о сваком питању, они и даље делују ефикасно и рационално.
Људске процене о питањима се често заснивају на хеуристици, што су менталне пречице које омогућавају брзо доношење рационалних одлука. Хеуристика се односи на јавно мњење о домаћој као и спољној политици. Дедуктивни хеуристички је онај који се ослања на основне вредности особе и друштвене групе. На делегативну хеуристику утичу ауторитети попут медија или председника.
Још једна кључна теорија о томе како људи формирају своје мишљење о спољнополитичким питањима је Хурвиц и Пефлејов модел хијерархијских ставова. Они тврде да је она структуирана, са основним вредностима које пружају основу за ставове који додатно утичу на крајњу позицију.
Јавно мњење о спољној политици мери се на исти начин на који се мере сва јавна мишљења. Анкетама и упитницима испитаници се питају о позицијама везано за питања. Закључке истраживачи извлаче применом научне методе.

## Однос са председништвом САД
Према речима Роберта Шапира, јавно мњење и креирање политика су фундаментални за демократију, која је повезана са изборном одговорношћу, што значи да лидер који је изабран "неће одступити далеко од мишљења бирача". Проблем који се јавља приликом анализе података прикупљених од стране истраживача јесте како су ова "важна" питања одабрана приликом прикупљања података о јавном мњењу. Тешко је утврдити да ли је дошло до неразвијања одређених питања. Још једна брига је како елите утичу на јавно мњење убеђивањем и реториком, на крају обликујући креирање политике. Ове две варијабле су по природи двосмислене и тешко је добити било какве закључке, у већини случајева изван граница истраживања. Друге варијабле које треба посматрати приликом анализе ефекта мишљење-политика су величине већинске јавности, време изборног циклуса, степен изборне конкуренције и врста питања. На пример, јавно мњење о унутрашњим пословима ће бити од већег значаја од онога које се тиче спољних послова, због сложености.
Пошто председници имају могућност да утичу на њихову политичку агенду, за њих је лакше да реагују на јавно мњење. Такође, пошто они нису институција (попут Конгреса), они могу "померити стандарде којима јавност процењује њихов учинак у канцеларији- далеко од питања која се тичу политике и више према симболичким активностима, имиџима и личности".
Студија Џејмс Н. Друкман и Лоренс Р. Џејкобс говори о томе како председници прикупљају своје податке за креирање политике. Открили су да, с једне стране, прикупљају податке о преференцијама јавности о истакнутим питањима као што су криминал и економија. Ово одражава популаристичку врсту демократије у којој влада осликава поштовање према ставовима људи и повезана су. Са друге стране, владине институције и елите верују да је разумевање општих популација о одређеним проблемима ограничено, стога они врше аутономију приликом доношења ових одлука.
Баум и Кернел су изјавили да је изазов са којим се савремени председници суочавају када покушавају да убеде јавно мњење, то да постоји толико различитих врста медија, те да је привлачење пажње људи тешко. Нове медијске алтернативе такође су утицале на председничко руководство, јер их сада користе да би могли да комуницирају са млађим генерацијама, али циљајући на мале групе људи.